# Leonel Maciel
Leonel Maciel, né le 4 janvier 1989 à Morón, est un handballeur international argentin évoluant au poste de gardien de but au sein du club espagnol du Bidasoa Irún.
Il a représenté l'Argentine notamment lors des championnats du monde  2019 et 2021.

## Palmarès

### En équipe nationale
Jeux olympiques
- 12e place aux Jeux olympiques de 2021
- 12e place aux Jeux olympiques de 2024

Championnats du monde
- 18e place au Championnat du monde 2013
- 17e place au Championnat du monde 2019
- 11e place au Championnat du monde 2021
- 19e place au Championnat du monde 2023

Compétitions continentales
- Médaille d'argent aux Jeux sud-américains de 2010
- Médaille d'argent aux Jeux sud-américains de 2014
- Médaille d'argent aux Jeux sud-américains de 2018
- Médaille d'or au Championnat panaméricain 2018
- Médaille d'or aux Jeux panaméricains 2019
- Médaille d'or au Championnat d'Amérique du Sud et centrale 2020
- Médaille d'argent au Championnat d'Amérique du Sud et centrale 2022
- Médaille d'or aux Jeux panaméricains 2023
- Médaille d'argent au Championnat d'Amérique du Sud et centrale 2024

### En club
Compétitions internationales
- Vainqueur de la Ligue des champions (1) : 2022

Compétitions nationales
- Vainqueur du Championnat d'Espagne (1) :  2022
- Vainqueur de la Coupe du Roi (1) : 2022
- Vainqueur de la Coupe ASOBAL (1) : 2022
- Vainqueur de la Supercoupe d'Espagne (1) : 2021
- Vainqueur du Championnat du Portugal (1) : 2024
- Vainqueur de la Coupe du Portugal (2) : 2023, 2024
- Vainqueur de la Supercoupe du Portugal (pt) (1) : 2023

### Distinctions individuelles
- élu meilleur handballeur de l'année en Argentine en 2021 et 2022
- élu meilleur gardien de but du Championnat d'Amérique du Sud et centrale 2022